# Бассетт, Анджела
Анджела Эвелин Бассетт (англ. Angela Evelyn Bassett, род. 16 августа 1958, Гарлем, Нью-Йорк, США) — американская актриса театра, кино, телевидения и озвучивания, режиссёр и продюсер. Известная своей работой в кино и на телевидении с 1980-х годов, она получила множество наград, включая прайм-таймовую премию «Эмми» и две премии «Золотой глобус», а также две номинации на «Оскар». В 2023 году журнал Time назвал её одной из 100 самых влиятельных людей в мире, и в 2024 году она получила почётную премию «Оскар».
Прорыв в карьере Бассетт произошёл после роли певицы Тины Тёрнер в биографическом фильме «На что способна любовь» 1993 года, за которую она получила премию «Золотой глобус» и была номинирована на премию «Оскар» за лучшую женскую роль. Успех также принесли ей роли в фильмах «Ребята по соседству» 1991 года, «Малкольм Икс» 1992 года, «В ожидании выдоха», «Вампир в Бруклине» — 1995 года, «Увлечение Стеллы» 1998 года и «Музыка сердца» 1999 года. В последующие десятилетия она снималась в драме «Ноториус» 2009 года, боевиках «Зелёный Фонарь» 2011 года, «Падение Олимпа» 2013 года и «Падение Лондона» 2016 года. Она также сыграла королеву Рамонду в фильмах киновселенной Marvel: «Чёрная пантера» 2018 года, «Мстители: Финал» 2019 года и «Чёрная пантера: Ваканда навеки» 2022 года, за последний из которых она получила ещё одну премию «Золотой глобус» и была номинирована на «Оскар» за лучшую женскую роль второго плана.
На телевидении Бассетт сыграла Кэтрин Джексон в мини-сериале «Джексоны: Американская мечта» 1992 года. Её роль Розы Паркс в телефильме «История Розы Паркс» 2002 года принесла ей номинацию на премию «Эмми» за лучшую женскую роль второго плана в мини-сериале или фильме. Её выступления в двух сезонах сериала-антологии ужасов FX «Американская история ужасов» принесли ей номинации на премию «Эмми» за лучшую женскую роль второго плана в 2014 и 2015 годах. В 2018 году Бассетт начала продюсировать и играть главную роль патрульного сержанта полиции Лос-Анджелеса Афины Грант в драматическом сериале канала Fox/ABC «9-1-1».

## Ранние годы и образование
Анджела Бассетт родилась в Гарлеме, Нью-Йорк, где также провела детство. Её мать — Бетти Джейн (урождённая Гилберт; 1935—2014), социальный работник и государственный служащий. Отец — Даниэль Бенджамин Бассетт, сын проповедника. Второе имя, Эвелин, было дано актрисе в честь её тёти. Через десять месяцев после рождения Бассетт её мать вновь забеременела и родила второго ребёнка, сестру Бассетт, Д'Нетт. Бассетт сказала, что беременность «только усложнила ситуацию», из-за чего её родители отправили её к сестре отца, Голден, в Уинстон-Сейлем, Северная Каролина. Хотя у её тёти не было собственных детей, «она любила детей, и ей было хорошо с ними».
В возрасте четырёх лет Бассетт забрала её мать после развода родителей; мать отвезла её и сестру в Сент-Питерсберг, Флорида. Она больше не видела своего отца в течение нескольких лет, пока не посетила похороны своей бабушки. Там Бассетт познакомилась с дочерью своего отца Джин от первого брака, которой было двенадцать лет, и она была на несколько лет старше Бассетт.
После окончания начальной школы Джордан-Парк, Бассетт была переведена в среднюю школу Дистон для обучения в седьмом классе. Она начала посещать эту школу в 1970 году, за год до того, как город Сент-Питерсберг официально ввёл автобусные перевозки для интеграции своих государственных школ. После завершения седьмого класса Бассетт была переведена в среднюю школу Азалия для обучения в восьмом и девятом классах. Мать Бассетт стала более активно участвовать в учёбе своих дочерей и заявила, что они будут поступать в колледж.
В молодости Бассетт была «влюблена» в группу Jackson 5 и мечтала выйти замуж за члена этой семейной группы. Она сказала, что, вероятно, выбрала бы «того, у кого на тот момент были бы самые симпатичные и округлые формы африканского происхождения. В моем воображении у нас были бы дети, и мы жили бы в настоящем доме». По мере того, как развивался её интерес к развлечениям, Анджела и её сестра часто устраивали шоу, читали стихи или исполняли популярную музыку для своей семьи.

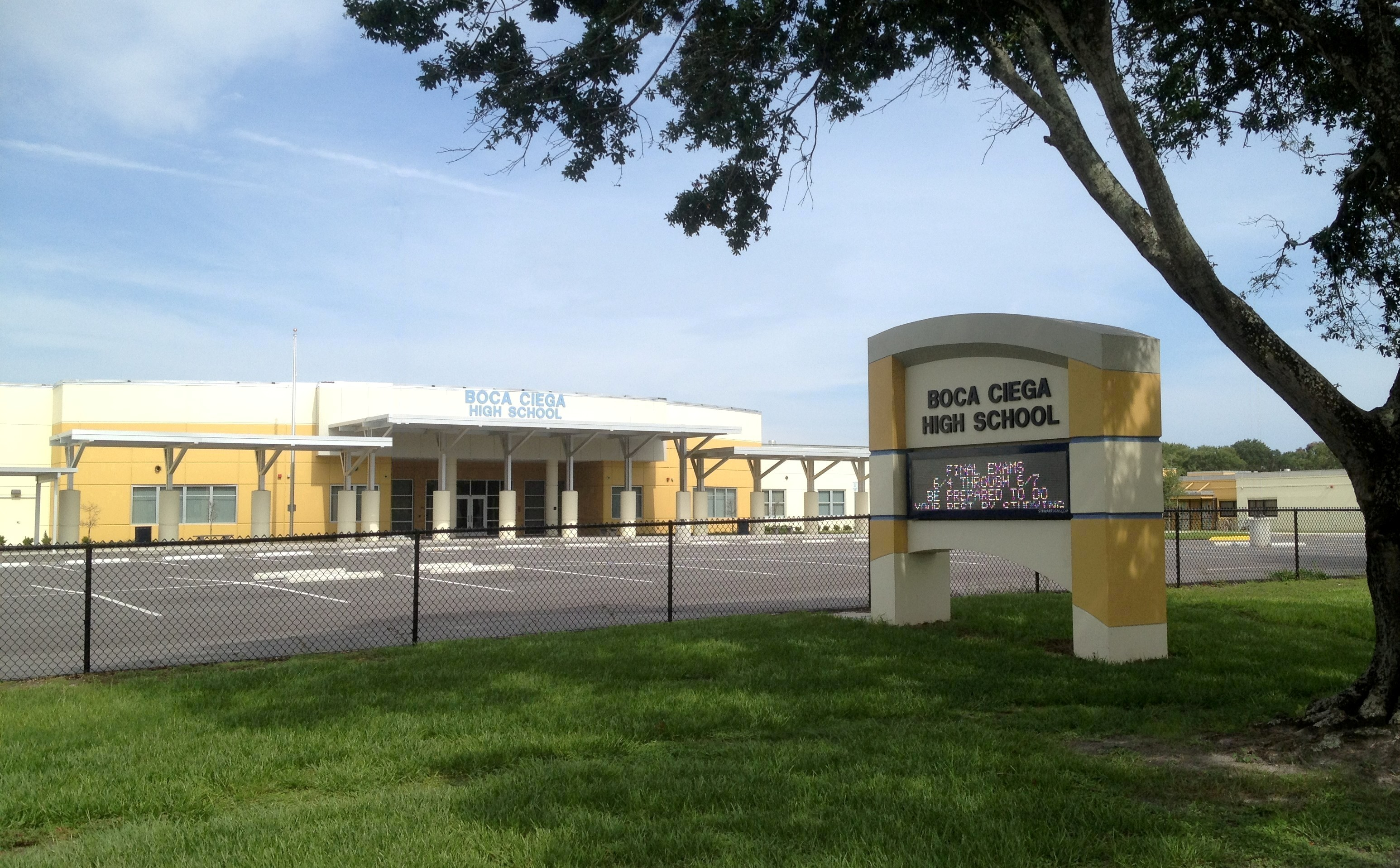
Старшая школа Бока-Сьега, где Бассетт учился и участвовал в дебатах, а также в работе студенческого самоуправления

В средней школе Бока-Сиега Бассетт была чирлидершей и участницей подготовительной программы к поступлению в колледж «Upward Bound», дискуссионной команды, студенческого самоуправления, драматического кружка и хора. Отличница по большей части, Бассетт получила свою первую «тройку» по физкультуре. Она пыталась убедить свою мать не расстраиваться из-за оценки. Бассетт назвала эту оценку «средней», на что её мать ответила, что у них нет «средних детей». По словам Бассетт, у неё развилось «чувство гордости», и она не получала ни одной «тройки» до колледжа. В старших классах Бассетт стала первой афроамериканкой в этой школе, принятым в Национальное общество почёта. Программа «Upward Bound» - это программа академического и культурного обогащения для учащихся из малообеспеченных семей. Бассетт говорит, что она и другие участники не считали себя малообеспеченными.
В 1980 году Анджела Бассетт закончила Йельский университет и получила степень бакалавра искусств в области афроамериканских исследований. В 1983 году она также получила степень магистра изобразительных искусств в Йельской школе драмы, несмотря на протесты со стороны отца, который не хотел, чтобы она «тратила» своё «обучение в Йеле на театр». Анджела стала первой в своей семье, кто учился в колледже и аспирантуре. В Йеле Бассетт встретила своего будущего мужа, актёра Кортни Б. Вэнса. В 1986 году она окончила театральное училище, одноклассником Анджелы был актёр Чарльз Стэнли Даттон.

## Карьера
После окончания университета Бассетт работала секретаршей в салоне красоты и фотографом-исследователем, чтобы прокормить себя, пока искала актёрскую работу в Нью-Йоркском театре. Одно из её первых выступлений в Нью-Йорке состоялось в 1985 году, когда она появилась в постановке Дж. Э. Франклина «Черная девушка» в театре Second Stage. Она сыграла в двух пьесах Огаста Уилсона в Йельском репертуарном театре под руководством своего давнего преподавателя Ллойда Ричардса; это были «Ма Рейни: Мать блюза» (1984) и «Джо Тернер пришел и ушел» (1986). (Десятилетия спустя, в 2006 году, у неё снова появилась возможность поработать над каноном Уилсона, сыграв главную роль в пьесе «Ограды» вместе с давним коллегой Лоуренсом Фишберном в театре Пасадены в Калифорнии.)
В 1985 году Бассетт впервые появилась на телевидении в роли проститутки в фильме «Двойной захват», снятом специально для телевидения. Она дебютировала в кино в качестве репортёра новостей в фильме «Иллюзия убийства» (1986), для участия в котором ей пришлось вступить в Гильдию киноактёров (SAG).
В 1988 году Бассетт переехала в Лос-Анджелес, чтобы продолжить актёрскую карьеру. У неё были первые гостевые роли в фильмах «Человек по имени «Ястреб» и «227» (оба в 1989 году).

### 1990-е
Бассет снялась в фильмах «Ребята по соседству» (1991) и «Малкольм Икс» (1992), за которые она получила первые положительные отзывы от критиков. В последнем она воплотила образ Бетти Шабазз, за что получила премию NAACP Image Awards. Фильм был неоднозначно встречен критиками. В одном из негативных отзывов, например, говорилось, что «Малкольму Икс» не удалось «передать» ярость автобиографии Малкольма Икс. Во время съёмок режиссёр Спайк Ли показал Бассетт запись того самого момента, когда был застрелен Малкольм Икс, поскольку они должны были снимать эту сцену. Бассетт назвала запись «навязчивой», но отметила, что после этого она смогла «справиться с болью и воссоздать сцену». Бассетт чувствовала, что для неё было важно правильно передать сцену убийства, и задавалась вопросом, как Бетти «находила в себе силы продолжать жить, растить свою семью, давать образование, поддерживать их». Бассетт беспокоилась, что после своей роли Бетти Шабазз в «Малкольме Икс» она не найдет другую роль «приносящей удовлетворение». Во время выхода фильма на экраны она выразила беспокойство, что у неё больше не будет такой роли. «Я думаю, что мне невероятно повезло, и, вероятно, дальше все пойдет под откос».

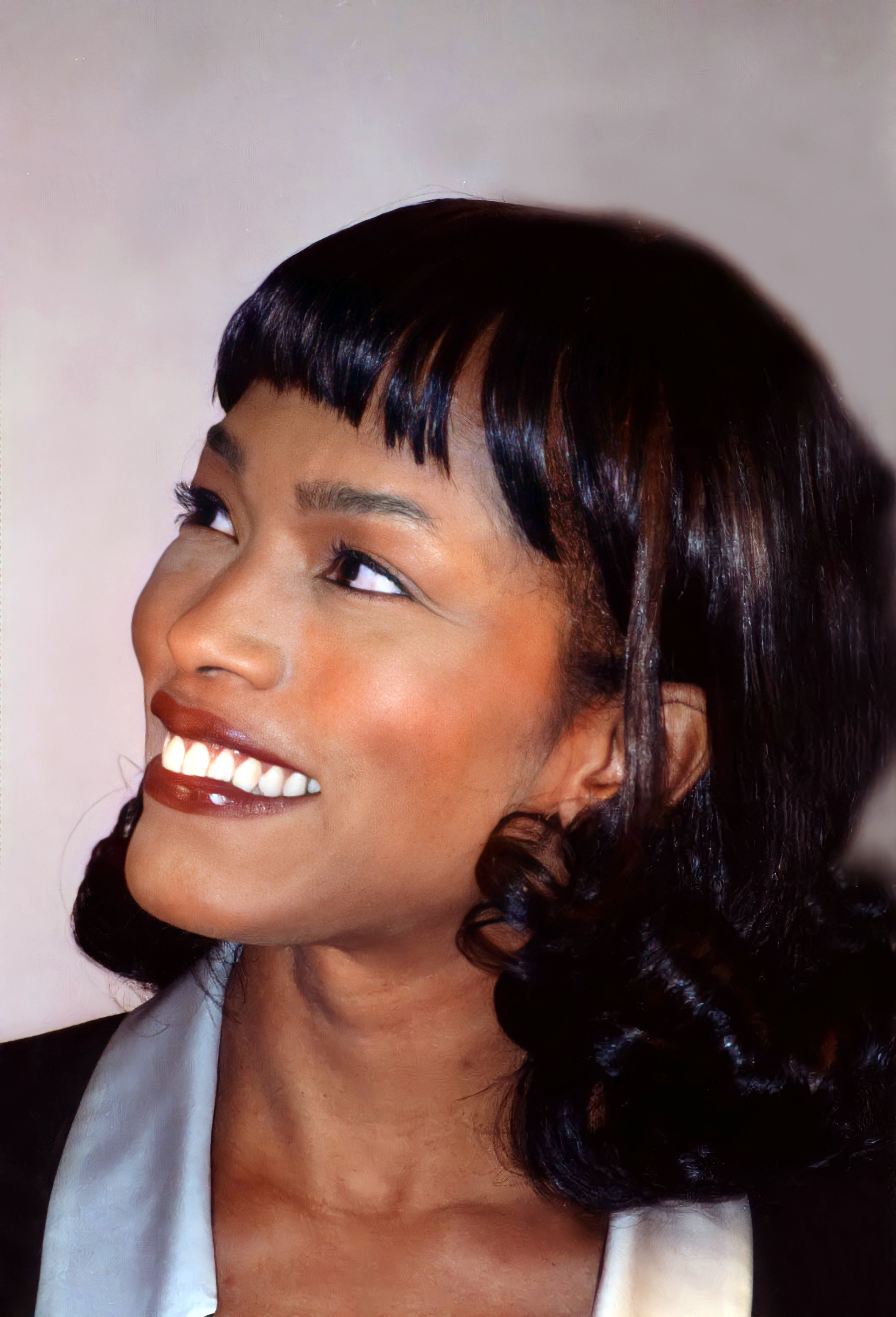
Анджела Бассетт, 1996 год

Бассетт также сыграла Кэтрин Джексон в фильме «Джексоны: Американская мечта», премьера которого состоялась на телеканале ABC на той же неделе, что и премьера фильма «Малкольм Икс». Вернувшись в Лос-Анджелес после завершения работы над фильмом «Малкольм Икс», Бассетт получила приглашение на прослушивание для фильма о Тине Тёрнер, основанного на её мемуарах «Я, Тина». Бассетт выиграла главную роль у Хэлли Берри и Робин Гивенс, но у неё был всего месяц на подготовку к съёмкам. Она дважды встречалась с Тиной Тёрнер, которая консультировала её по деталям её интерпретации, от париков и нарядов до танцевальных стилей. Тёрнер также делала макияж Бассетт, из-за чего Бассетт назвала её «поддерживающей» и «самой большой поклонницей». В интервью The Orlando Sentinel Бассетт рассказала, что сходила на один из концертов Тёрнер и, поняв, что знает некоторые танцевальные движения Тёрнер, расплакалась и это была «почти река слез». Исполнение Бассетт роли Тёрнер в фильме «На что способна любовь» (1993) получило положительные отзывы. Марк Бернардин из Entertainment Weekly написал, что Бассетт, сыграв Тернер в байопике, «показала лучшее в своей жизни представление».  Она стала первой темнокожей актрисой, которая выиграла премию «Золотой глобус» за главную женскую роль в категории «комедия или мюзикл». За фильм она также номинировалась на премию «Оскар» за лучшую женскую роль, но проиграла Холли Хантер за фильм «Пианино». (Несмотря на признание, Бассетт позже сказала в интервью «Today with Hoda & Jenna», вышедшем в 2022 году, что после того, как она сыграла Тёрнер, она не получала приглашений на роли в течение примерно полутора лет).
После успеха, в 1995 году Бассетт сыграла главные женские роли в фильмах «Вампир в Бруклине» и «Странные дни», но обе картины провалились в прокате. Её наиболее успешным фильмом после «На что способна любовь» стала драма «В ожидании выдоха», экранизация одноимённой книги писательницы Терри МакМиллиан, с которой Анджела работала во время съёмок фильма, где также снимались Уитни Хьюстон и Лоретта Дивайн. В «Странных днях» Бассетт сыграла Лорнетт Мейсон, шофера и телохранителя. В «Вампире в Бруклине» она сыграла Риту Ведер, измученного детектива, у которого есть тёмная тайна. Она была рада поработать с Эдди Мерфи в фильме и режиссёром Уэсом Крэйвеном. Бассетт ранее работала с Крэйвеном в телевизионных шоу. Героиню Бассетт в фильме «В ожидании выдоха», Бернадин Харрис, предал её муж. В отместку она подожгла весь его гардероб и автомобиль, а затем продала то, что осталось, за один доллар. Бассетт так описала сцену и свою героиню в этом фильме в интервью Orlando Sentinel: «Дело в том, что моя героиня думает о том, как ее бросил муж. В одной руке у меня сигарета, и я пью. По сути, мы вчетвером сидим там, разговариваем о мужчинах и немного веселимся».
В 1997 году она снялась в роли советника президента в фильме «Контакт» и получила негативные отзывы, в частности, Стивен Холден из New York Times писал, что «Бассет во многом была пуста в своей роли».
В 1998 году актриса сыграла главную роль в фильме «Увлечение Стеллы». Она сыграла Стеллу Пэйн — успешную 40-летнюю бизнес-леди, которая влюбляется в 20-летнего мужчину. Эта роль принесла ей похвалу от критиков, так, Стивен Холден, в отличие от предыдущей работы актрисы, назвал её персонажа «лучшим в фильме» и написал, что «Бассетт изображает эту взбалмошную супер-женщину с такой интенсивностью, что это преображение кажется почти правдоподобным». В 1999 году Бассетт снялась в фильме «Музыка сердца», в очередной раз сотрудничая с режиссёром ужасов Уэсом Крейвеном. Мэтью Энг написал о её «потрясающе специфической химии» с Мэрил Стрип.

### 2000-е

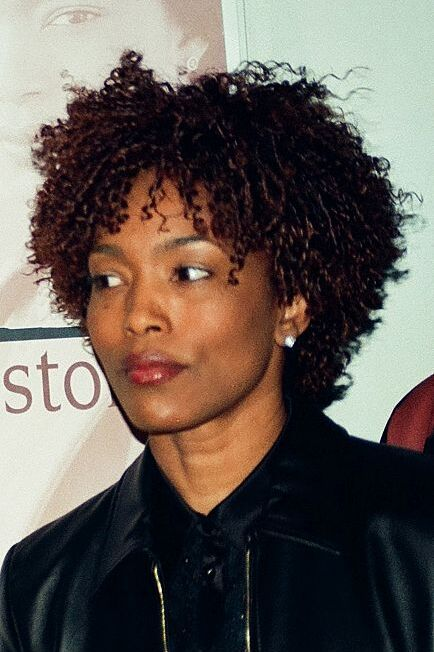
Анджела Бассетт, 2002 год

В 2000 году Бассетт отказалась от главной роли в фильме «Бал монстров» из-за сексуального содержания сценария. Хэлли Берри получила премию «Оскар» за лучшую женскую роль за исполнение этой роли.
Первым фильмом, в котором Бассетт снялась в том же году, была «Сверхновая», где она сыграла офицера медицинской службы. Двумя другими её фильмами, вышедшими на экраны в 2000 году, были «Приключения слона» и «Босман и Лена», последний из которых был экранизирован по одноимённой пьесе южноафриканца Атола Фугарда. Тодд Маккарти из Variety написал, что в «Босмане и Лене» Бассетт «отказывается от своего недавно культивируемого гламурного образа, чтобы проникнуть в суть жестокого, пытливого, спорного и сострадательного характера Лены». Кевин Томас из Los Angeles Times написал, что Бассетт передала все «непостоянные перепады настроения» своей героини, и как Бассетт, так и её коллега по фильму Дэнни Гловер «справляются с этими грандиозными ролями, как и следовало ожидать».
Она появилась в фильме 2001 года «Медвежатник». У её героини были отношения с Робертом Де Ниро. Она прочитала сценарий фильма и заинтересовалась. Ей позвонил режиссёр Фрэнк Оз, который сказал, что Роберт Де Ниро «хотел бы встретиться с вами». Бассетт встретилась с Де Ниро и позже поняла, что этот разговор был предназначен для того, чтобы растопить лёд перед началом съёмок. В дополнение к этому фильму, в том же году у неё также была роль в телевизионном фильме «Ресторанчик Руби».
В следующем, 2002 году, Бассетт снялась в фильмах «Солнечный штат» и «История Розы Паркс». В фильме «История Розы Паркс» Бассетт сыграла Розу Паркс. Лора Фриз из Entertainment Weekly написала, что Бассетт «использует свою физическую силу и обращает ее вовнутрь, чтобы изобразить Паркс», и выразила убеждение, что «менее умелые руки» приведут к неправильному толкованию или грубому преуменьшению личности Розы Паркс. В дополнение к положительному восприятию своей роли, Бассетт была признана «звездой» фильма благодаря своей игре и получила номинацию на прайм-тайм премию «Эмми» за лучшую главную женскую роль в мини-сериале или фильме за свою игру.
В 2003 году она прочитала рассказы о рабах из книги WPA «Освобожденные воспоминания». В 1930-х годах около 100 000 бывших порабощенных афроамериканцев были ещё живы. В рамках Федерального писательского проекта во время Великой депрессии писатели опросили около 2300 человек, запечатлевая их воспоминания о временах рабства. Коллекция «Стенограммы рассказов о рабах» Библиотеки Конгресса США представляет собой летопись рабства, порабощенности и страданий. В том же году она также появилась в фильме «Шоу века», сыграв любовницу Энн Хорнадей отметила её как одну из «бесконечной череды актеров, которые появляются даже на самые короткие выступления».
В 2004 году у неё были роли в фильмах «Дитя Лазаря» и «Мистер 3000». «Мистер 3000» – это комедия, в которой Бассетт снялась вместе с Берни Маком. Когда Бассетт спросили, было ли легче играть в этом фильме, чем в более напряжённых ролях, которые у неё были в прошлом, она ответила: «Это было намного проще. Это была прогулка в парке. Это было довольно легко по сравнению с некоторыми моими ролями, которые требовали так много эмоций или телесности». На момент выхода фильма на экраны она назвала Берни Мака и Лоуренса Фишберна, с которыми она работала в прошлом, своими «любимыми» и сказала, что эта пара была «высокопрофессиональной и необычайно талантливой». Единственным фильмом, в котором она появилась в течение следующего года, были «Мистер и миссис Смит» в незарегистрированной озвучивающей роли. В фильме 2006 года «Испытание Акилы» Бассетт сыграла Таню Андерсон, мать главной героини фильма, Акилы, которую сыграла Кеке Палмер. Бассетт сказала, что ей понравилась эта история, рассматривая главную героиню как человека, который «мог бы быть кем угодно, потому что у каждого из нас были мечты и стремления, мы хотели быть такими и нуждались в поддержке и руководстве». Она описала работу с Палмер как «действительно замечательную». По словам Бассетт, они сблизились, и она сказала, что Палмер была такой же хорошей актрисой, как и все взрослые, с кем ей приходилось работать. В том же году Бассетт появилась в телевизионном фильме «Бомба замедленного действия». Брайан Лоури из Variety расценил её роль как «расширенное камео».

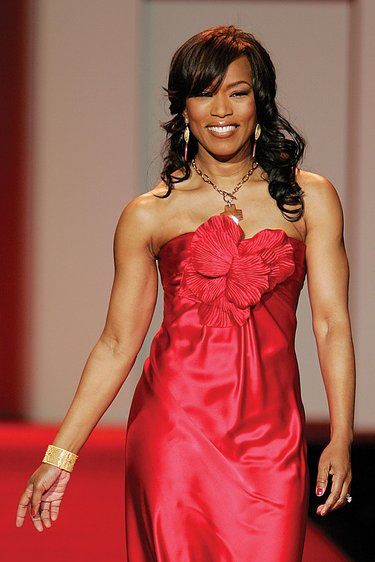
Анджела Бассетт, 2007 год

Бассетт озвучила персонажа Милдред в фильме 2007 года «В гости к Робинсонам». Когда Бассетт спросили о мотивах, побудивших её взяться за эту роль, она сказала: «Во-первых, это был персонаж, которого я никогда раньше не играла, а это всегда важно для меня, чтобы я оставалась начеку. Но это было также желание стать частью хорошо написанного фильма, в котором есть что-то действительно позитивное о семьях и обо всех возможных способах создания семьи».
В 2008 году она появилась в фильме «Госпел Хилл». Стивен Холден из The New York Times написал, что «пламенное самообладание Бассетт привносит искру страсти в ее обычный характер». Затем она появилась в фильме «Мальчики и мужчины», сыграв Риету Коул, матриарха чикагской семьи, которая погибла в результате несчастного случая в начале фильма; она появляется во флэшбеках до конца фильма. Роберт Гиллард из LA Sentinel похвалил её и её коллег Роберта Таунсенда и Викторию Роуэлл за то, что они «запечатлели эмоции семьи, охваченной горем». В 2008 году у Бассетт также была роль в «Ничего, кроме правды». Бассетт присоединилась к постоянному актёрскому составу «Скорой помощи» в финальном сезоне (2008-2009) Она изобразила доктора Кэтрин Бэнфилд, требовательную заведующую отделением неотложной помощи, которая также работала над тем, чтобы оправиться от смерти сына и привести в свою семью ещё одного ребёнка. Муж Бассетт, Кортни Вэнс, сыграл её телевизионного мужа в сериале «Скорая помощь» в роли Рассела Бэнфилда. Также в 2008 году она сыграла героиню Бренду в фильме Тайлера Перри «Знакомство с Браунами».
В фильме 2009 года «Ноториус» Бассетт сыграла Волетту Уоллес, мать печально известного The Notorious B.I.G. Чтобы изобразить ямайский акцент Уоллес, Бассетт общалась с ней на съёмочной площадке и за её пределами, и она отрабатывала свой акцент, используя записи, сделанные Уоллес. Бассетт сказала, что ухватилась за возможность сняться в фильме после прочтения сценария. Она почувствовала, что фильм проделал «замечательную работу по переносу жизни пресловутого Би-ай-Джи на страницы». Бассетт получила положительные отзывы за свою игру в фильме, отмеченную как одна из наиболее опытных актрис, задействованных в нём.

### 2010-е
В 2010 году Бассетт озвучила первую леди Мишель Обаму в эпизоде мультсериала «Симпсоны» под названием «Stealing First Base». Бассетт была признана «потрясающим» исполнителем роли Обамы. Бассетт также снялась в супергеройском фильме «Зеленый Фонарь», вышедшем на экраны в 2011 году, в роли известного персонажа DC Comics Аманды Уоллер. Бассетт сказала, что работать над фильмом было «очень весело» и что ей нравилось быть его частью. Несмотря на это, Бассетт была «не в своей тарелке» из-за аранжировок, сделанных с учётом компьютерных эффектов. Она сказала, что впервые снимается в «такого рода фильмах», но выразила интерес к тому, как выглядят её сцены. В 2011 году Бассетт снялась вместе с Сэмюэлем Л. Джексоном в пьесе «Вершина горы», в которой рассказывается о ночи перед убийством Мартина Лютера Кинга-младшего (Джексон играет МЛК) в мотеле «Лоррейн». Пьеса Катори Холл, получившая признание критиков, впервые была поставлена в лондонском Вест-Энде в 2009 году и получила премию Лоуренса Оливье за лучшую новую пьесу. Премьера постановки состоялась на Бродвее 13 октября 2011 года. В марте 2011 года стало известно, что Бассетт получила главную роль в пилотном проекте «Идентичность» на канале ABC.
Она также появилась в фильме 2011 года «Испытание свадьбой», сыграв матриарха богатой семьи У Бассетт были хорошие впечатления от фильма «с самого начала», и она верила, что её героиня «реально присутствует» в фильме и чувствует, что она активно участвует в сюжете Выступления Бассетт и Лоретты Дивайн в фильме были названы «в некотором смысле слишком жестокими для зала, демонстрирующими нюансы враждебности и обиды, с которыми фильм на самом деле не может справиться» и способствующими «неравномерности выступлений» в фильме. Бассетт и Дивайн были отмечены как «превосходные, выдающиеся актрисы» Кирком Ханикатта из The Hollywood Reporter, но было замечено, что« её попросили переусердствовать с постоянными хмурыми взглядами и языком тела, более подходящим для Mortal Kombat». Несмотря на это, её игре было уделено некоторое положительное внимание, и Элизабет Вайцман из New York Daily News сказала, что Бассетт «делает фильм своим». Этот фильм стал второй работой Бассетт с Дивайн, поскольку ранее они уже работали вместе в фильме «В ожидании выдоха». Режиссёр Салим Акил сказал, что тихое присутствие Бассетт имеет большое значение.
Бассетт снялась в фильме 2012 года «Значит, война», о котором было известно, что он был связан с фильмом двумя годами ранее.[82] Тамбей А. Обенсон из IndieWire объяснил отсутствие Бассетт в рекламных материалах тем, что у неё небольшая роль и фильм не нацелен на её аудиторию. Бассетт также сыграла саму себя в фильме «Я тебя не боюсь».
Бассетт сыграла Коретту Скотт Кинг в телевизионном фильме «Бетти и Коретта», который вышел в эфир 2 февраля 2013 года, продолжая свою тенденцию изображать реальных женщин. Бассетт ранее играла Шабазз в фильмах «Малкольм Икс» и «Пантера», но вместо этого сыграла Коретту Скотт Кинг вместе с Мэри Джей Блайдж, сыгравшей Шабазз. Бассетт была удивлена, узнав после проведенного исследования, что Коретта изначально отказалась от «ухаживаний» Мартина Лютера Кинга-младшего и назвала миссис Кинг «современной культовой героиней». Когда её спросили о том, что привлекло её к роли реальных женщин, Бассетт ответила: «Уважение, которое я испытываю к их жизням - их историям, уязвимости, силе и решимости». Бассетт начала сниматься в своих сценах во второй половине прошлого года. Мэри Дж. Блайдж, когда её спросили о том, каково было работать с Бассетт, сказала, что она была «одной из самых больших поклонниц Анджелы», назвав её «удивительной женщиной». Фильм получил неоднозначные отзывы, включая негативную реакцию Ильясы Шабазз и Бернис Кинг, дочерей Бетти Шабазз и Коретты Скотт Кинг.

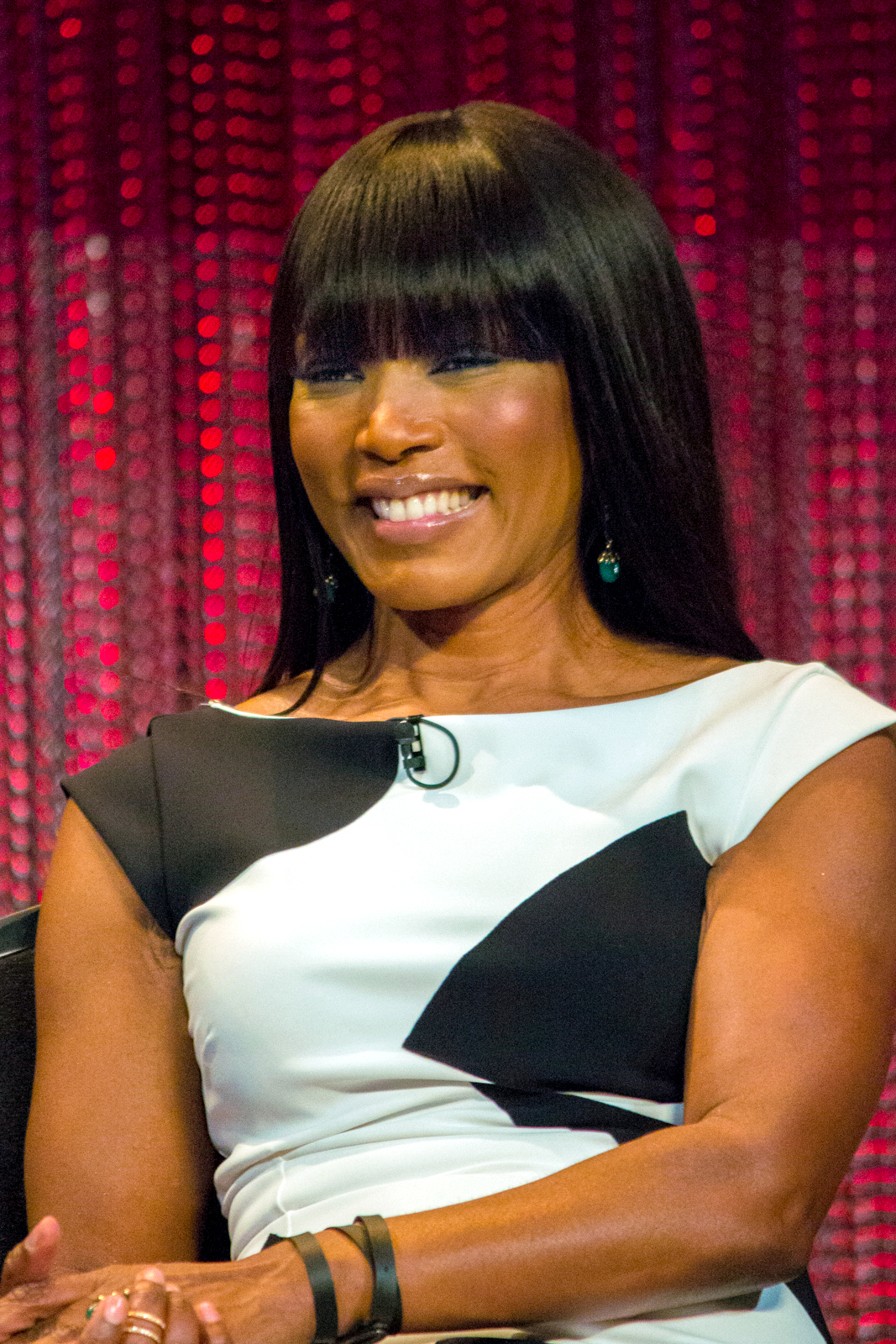
Анджела Бассетт, 2014 год

Бассетт появилась в роли директора секретной службы Линн Джейкобс в боевике «Падение Олимпа», который вышел на экраны 22 марта 2013 года. Сообщалось, что Бассетт получила роль в фильме в июне 2012 года, за месяц до начала съёмок. В интервью газете Huffington Post Бассетт отметила, что «никогда еще секретную службу не возглавляла женщина, тем более цветная». Она назвала решение назначить афроамериканку директором секретной службы «смелым выбором». В целом, Бассетт оценила фильм как аутентичный. Бассетт описала работу с Морганом Фрименом как замечательную, но призналась, что он её пугал. Она была впечатлена подготовкой режиссёра Антуана Фукуа, который, по её словам, «был просто великолепен в подготовке», и выразила заинтересованность в том, чтобы снова поработать с ним. В 2013 году она снялась в фильме «Чёрное рождество». Она пела, и это было воспринято как вклад в «блаженную нереальность» фильма. Режиссёр фильма, Каси Леммонс, спросил её, умеет ли она петь, и Бассетт призналась, что солгала, чтобы получить роль. В беседе с журналисткой Дженнифер Х. Каннингем она пошутила: «Да, я умею петь — вы не спрашивали, насколько хорошо!» Пение в кино стало новым опытом для Бассетт, которой никогда раньше не приходилось петь, и она всегда подпевала под фонограмму.
Большую известность актрисе принесло участие в телесериале «Американская история ужасов» (2013—2018). В третьем сезоне она сыграла ведьму Мари Лаво, за что получила номинацию на премию «Эмми» в категории «Лучшая женская роль второго плана в мини-сериале или фильме», а сама назвала сценаристов сезона «потрясающими». Её агент обратился к Райану Мерфи по поводу её роли в сериале, и тот сказал агенту, что она была тем человеком, которого он имел в виду на роль Мари Лаво. Бассетт посмотрела предыдущие сезоны сериала до встречи с Мерфи и нашла сценарий «замечательным», а персонажей «такими реализованными». В четвёртом сезоне Бассетт снялась в роли трёхгрудой женщины Дезире Дюпри, за которую также была номинирована на премию «Эмми». В пятом сезоне она сыграла вампиршу Рамону Ройал, а в шестом сезоне — Моне Тумессими, актрису, которая играла полицейского Ли Миллер. Анджела не участвовала в съёмках седьмого сезона сериала, однако вернулась в восьмом сезоне, где она в качестве приглашённой актрисы снова сыграла Мари Лаво.
В мае 2014 года было объявлено, что Бассетт дебютирует в качестве режиссёра с телевизионным фильмом «Уитни», основанном на жизни Уитни Хьюстон, с которой Бассетт работала ранее. Годом ранее Бассетт уже проявляла интерес к режиссуре В начале июня 2014 года было объявлено, что Яя Дакоста сыграет Хьюстон в фильме. Дочь Хьюстон, Бобби Кристина Браун, оскорбила Бассетт в Twitter за то, что она не взяла её на роль матери в фильме, на что Бассетт призналась в интервью, что никогда не думала о том, чтобы взять Браун на роль матери. 11 июня 2014 года Руби Ди умерла от естественных причин. Бассетт ранее работала с ней над фильмом «Бетти и Коретта» и, как сообщалось, присутствовала на поминальной службе по Ди в Риверсайдской Церкви 20 сентября 2014 года.

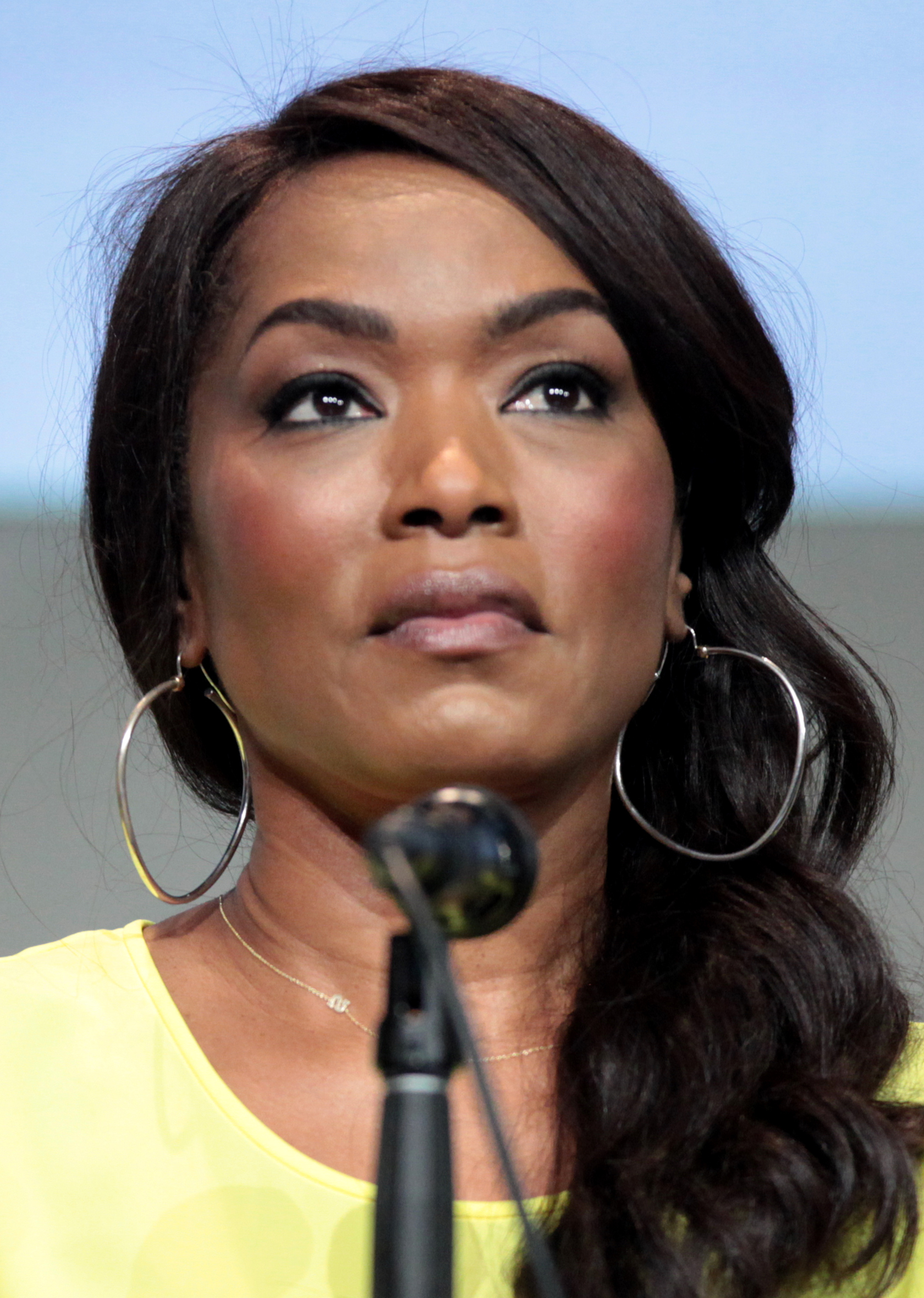
Анджела Бассетт, 2015 год

В фильме 2015 года «Уцелевшая» Бассетт сыграла посла Соединённых Штатов в Соединённом Королевстве Морин Крейн. В отрицательной рецензии на фильм Марк Кермоуд посетовал, что «Бассетт появляется из-за закрытых дверей, как приглашенная знаменитость в сериале «Stars in Their Eyes». Бассетт также озвучила персонажа Six в шутере от первого лица Tom Clancy's Rainbow Six Осада.
В марте 2016 года Бассетт появилась в фильме «Падение Лондона», повторив свою роль Линн Джейкобс. Бассетт отметила, что это был «самый первый сиквел, который я когда-либо делала», и что она была взволнована перспективой создания ещё одного фильма после первоначального успеха «Падения Олимпа». В июне 2016 года Кампания за права человека выпустила видео в память о жертвах трагедии в Орландо; в видео Бассетт и другие рассказали истории погибших там людей. Бассетт появилась в сериале «Американская история ужасов: Роанок». Она также была режиссёром шестого эпизода, который вышел в эфир 19 октября 2016 года. Этот эпизод стал третьим по счёту, когда женщина стала режиссёром сериала. Один из создателей, Райан Мерфи, похвалил Бассетт в интервью E! News, сказав, что он сказал ей, что «она сделает этот большой-пребольшой эпизод, и вы произведете фурор», что она и сделала. И я снова и снова убеждаюсь в том, что эти женщины, которых мы привели в этот режиссерский мир, просто великолепны, и они работают в два раза усерднее, потому что знают, что им есть что доказывать».
В марте 2017 года Бассетт появилась в эпизоде «Боль» телесериала «Подземка». Исполнительный продюсер и режиссёр Энтони Хемингуэй сказал, что её персонаж был написан «с учетом образа Анджелы» и что весь актёрский состав пришёл посмотреть на Бассетт в тот день, когда она снимала свое выступление. В мае 2017 года Бассетт появилась в эпизоде сериала «Мастер не на все руки», сыграв Кэтрин, мать главной героини Дениз. Лена Уэйт захотела получить Бассетт после того, как была впечатлена её предыдущей работой, хотя и была убеждена, что та откажется от роли, и сказала, что включение Бассетт в сериал сильно повлияло на сериал, «создав еще один уровень напряженности». Сценаристы сериала также одобрили Бассетт на эту роль, увидев её выступление в фильме «Джексоны: американская мечта», и связали эволюцию её персонажа в этом фильме с Кэтрин.
С 2018 года Анджела играет роль сержанта полиции Лос-Анджелеса Афины Грант в драматическом сериале телеканала Fox (с 7 сезона сериал переехал на ABC) «9-1-1» и является исполнительным продюсером сериала, также её персонаж появился в эпизоде спин-оффа сериала – «9-1-1: Одинокая звезда».
В этом же году она сыграла роль Эрики Слоун в приключенческом боевике «Миссия невыполнима: Последствия». В декабре 2018 года она озвучила злодея-десептикона Шаттера из боевика «Бамблби» из франшизы Трансформеры.
В том же 2018 году вышел фильм «Чёрная пантера», в котором актриса исполнила роль королевы-матери Рамонды. В 2019 году Бассетт вместе с другими актёрами, сыгравшими в фильме, получила Премию Гильдии киноактёров США за лучший актёрский состав в игровом кино. В 2019 году состоялась премьера фильма «Мстители: Финал», в котором актриса вновь повторила роль Рамонды. В 2019 году она вошла в актёрский состав фильма «Пороховой коктейль».

### 2020-е
В 2021 году вышел приключенческий триллер «Пороховой коктейль» с участием Бассетт.
В 2022 году актриса вернулась к роли Рамонды в фильме «Чёрная пантера: Ваканда навеки», за которую она получила широкое признание критиков. Бассет была удостоена второго «Золотого глобуса» и вновь выдвигалась на «Оскар», что сделало её первым человеком из фильма Marvel Studios, получившим в обоих случаях номинацию в актёрской категории и первым человеком фильма Marvel Studios, получившим влиятельную награду в индивидуальной актёрской номинации.
В 2024 году Бассетт получила почётный «Оскар» за выдающиеся заслуги в кинематографе, упомянув в своей речи «первопроходцев» Руби Ди, Дайан Кэрролл, Сисели Тайсон и Розалинд Кэш, которые, по её словам, являлись её «путеводительным светом», а также сказала, что мало темнокожих женщин получали «Оскар» за лучшую женскую роль (лишь Хэлли Берри в 2002 году) и отдала должное коллегам-тёмнокожим актрисам, которые «творят историю в нашей индустрии», упомянув Виолу Дэвис, Реджину Кинг, Октавию Спенсер и других. В том же году, 8 марта вышел фильм «Дева и дракон» от Netflix с Милли Бобби Браун в главной роли, где Анджела сыграла леди Бейфорд, приёмную мать персонажа Браун – принцессы Элоди. Фильм получил неоднозначные отзывы. В сентябре 2024 года, Бассетт получила первую премию «Эмми» в номинации «Лучший рассказчик».

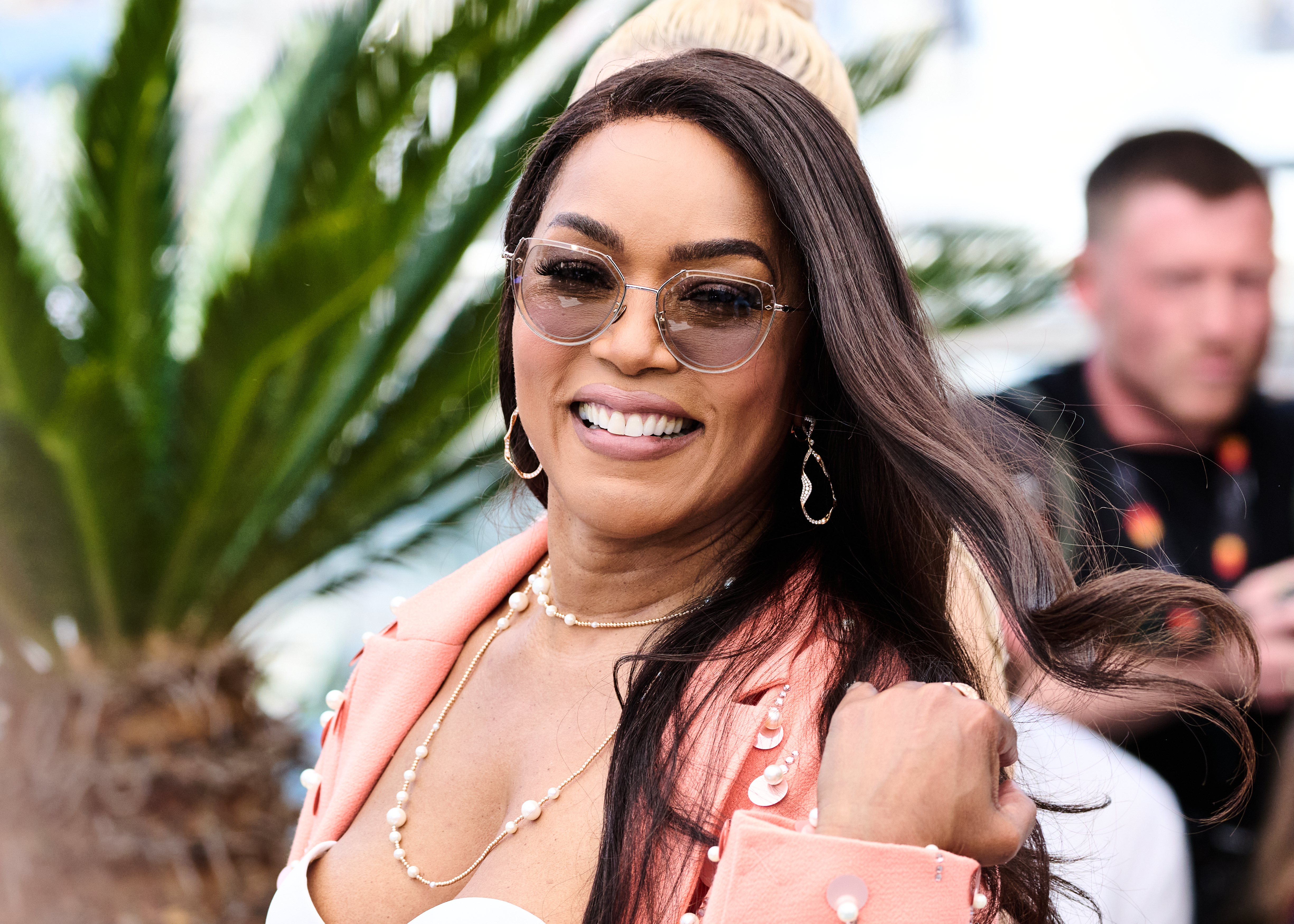
Анджела Бассетт на Каннском кинофестивале 2025 года

В 2025 году Бассетт вернулась, после первого появления в фильме 2018 года, в медиафраншизу «Миссия невыполнима» в фильме «Миссия невыполнима: Финальная расплата», вернувшись к роли Эрики Слоун, бывшему директору ЦРУ, которая ныне является президентом США. Фильм был показан вне конкурса на Каннском кинофестивале 2025 года. О своей роли Бассет сказала следующее: «Это потрясающе. Это исходит от руководства. Они естественным образом приходят к этому. Они верят и доверяют этому. У них нет колебаний при назначении женщин на эти должности. Мне нравится видеть такое представительство», а на вопрос о том, как она подошла к этой роли, Бассетт ответила, что «ориентировалась на женщину, следующую своим инстинктам».
Роль в «Финальной расплате» стала её вторым исполнением роли президента США, после мини-сериала от Netflix «Нулевой день», также вышедшем в 2025 году. Сериал рассказывает о масштабной кибератаке на США, принёсшей тысячи жертв, а сама Бассетт исполнила роль действующего президента США Эвелин Митчелл, которая назначает бывшего президента Маллена, в исполнении Роберта Де Ниро, на пост главы комиссии «Нулевого дня», для расследования кибератаки и всячески поддерживает его, несмотря на нападки со стороны оппозиции, в том числе сомнения в умственных способностях Маллена, однако Митчелл вынуждена балансировать между сторонами. Несмотря на то, что персонаж Бассетт появляется лишь эпизодически, по словам продюсера Ноа Оппенхайма, «с персонажем Анджелы требовался действующий президент, обладающий достаточной уверенностью в себе, чтобы передать полномочия кому-то другому в этот момент, и у которого было много других дел. У неё есть планды в сериале, которые не сразу становятся очевидными. Когда она передаёт расследование президенту Маллену, она открыто заявляет о своих причинах, но есть и другие причины, которые она скрывает как от него, так и от зрителей»...«Это тот человек, который, увидев его в Овальном кабинете за столом, сразу думаешь: „Этот человек здесь на своём месте“», — продолжил он, добавив, что Де Ниро и Бассетт были «невероятны во всех сценах, где они вместе, кажется, будто два титана сражаются плечом к плечу». Также это стало второй работой Бассетт с Де Ниро, после роли в фильме «Медвежатник» 2001 года. В интервью The Hollywood Reporter Бассет заявила, что никогда и не думала, что будет играть роль президента и была в восторге, когда играла главу Секретной службы Линн Джейкобс в «Падении Олимпа» и директора ЦРУ Эрики Слоун в «Миссия невыполнима: Последствия», ведь на протяжении десятилетий эти должности ориентировались на белых мужчин и выразила радость, что это меняется.

## Личная жизнь и активизм

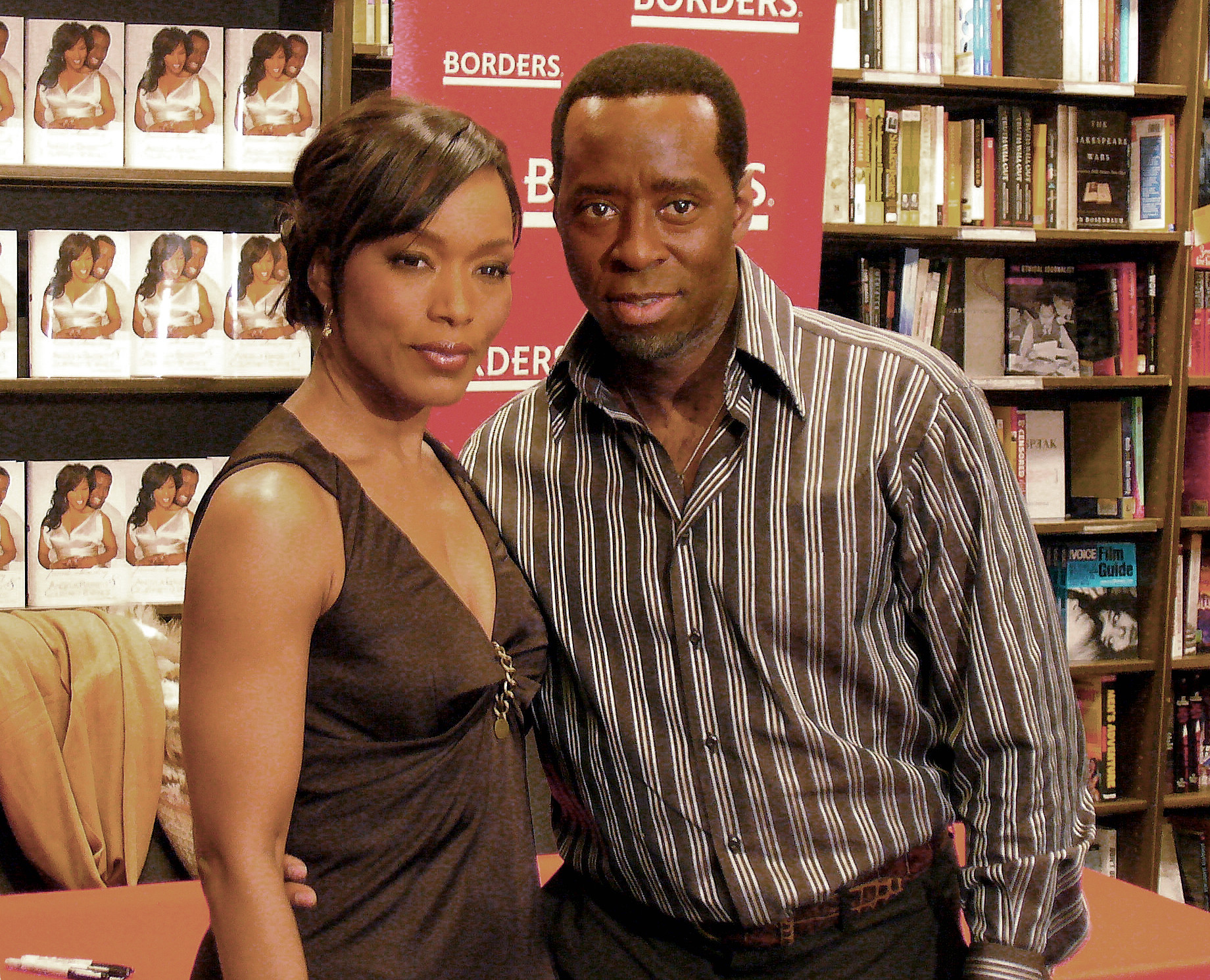
Анджела Бассетт и её муж Кортни Б. Вэнс, 2007 год

Анджела Бассетт вышла замуж за актёра Кортни Б. Вэнса в 1997 году. Впервые они встретились в Йельской школе драмы, затем стали парой более десяти лет спустя, после того как их пути снова пересеклись в Лос-Анджелесе. Летом 2005 года они вместе выступили в пьесе «Его девушка Пятница» в театре Гатри в Миннеаполисе, Миннесота. 27 января 2006 года у пары родились близнецы — сын Слейтер Джозай Вэнс и дочь Бронвин Голден Вэнс, которых выносила суррогатная мать.
В 2007 году вместе с мужем написала книгу «Друзья: История любви» в соавторстве с Хиллари Бирд.
Бассетт поддерживает программы в области искусства, особенно для молодёжи. Ежегодно она посещает мероприятия для детей с диабетом и тех, кто находится в приёмных семьях. Она активный посол ЮНИСЕФ в Соединённых Штатах и член Западно-Анджелесской церкви Бога во Христе. Она – евангельская христианка-пятидесятница.
Бассетт является сторонницей Клуба мальчиков и девочек Королевского театра в её родном городе Сент-Питерсберге, Флорида.
В начале 2007 года Бассетт пожертвовала $2,300 президентской компании Барака Обамы и поддерживала его в предвыборной кампании. Она также поддерживала Обаму во время его переизбрания на пост президента США. В июне 2012 года она появилась в офисе его предвыборной кампании в Сент-Питерсберге и заявила, что выборы - это не то время, «когда мы можем сидеть в стороне» и после присутствовала на его второй инаугурации.
Бассетт поддерживала Хиллари Клинтон во время президентских выборов 2016 года, она сказала: «Без сомнений, Клинтон будет прекрасным президентом», Бассетт также выступила на Национальном съезде демократической партии в 2016 году, представив двух выживших в прошлогодней стрельбе в Чарльстонской церкви, инцидент в котором погибло девять человек, о котором она рассказала во время своего выступления. После того, как Клинтон потерпела поражение на всеобщих выборах, Бассетт написала в Твиттере: «До 3 ноября 2020 года осталось всего 1455 дней. Отдохни, моя страна. #ГоржусьЕю»

## Образ в медиа
Бассетт по праву считается одной из лучших актрис своего поколения. На протяжении своей карьеры Бассетт изображала реальных афроамериканских женщин, которые обычно сильны и умны. В 2001 году Бассетт сказала, что ей нравятся эти роли, и добавила: 
Это тот образ, который мне нравится воплощать в жизнь, и это те роли, которые меня привлекают. Но не роли не типа «железный кулак», а просто уверенная в себе. Я также и милая.
Она отказывалась от ролей, которые считала унизительными для своего имиджа. 
Это карьера, основанная на образах. Это целлулоид, они вечны. Я чернокожая женщина из Америки. Мой народ был рабом в Америке, и хотя мы свободны на бумаге и по закону, я не позволю вам поработить меня на пленке, в целлулоиде, на виду у всех. И пересечь океан, побывать в странах, где люди никогда не встретят людей, похожих на меня. Так что это становится чем-то большим, чем то, что я просто становлюсь кинозвездой и меня просто показывают по телевизору. Итак, если вы собираетесь показать, что каждая чернокожая женщина стоит 400 фунтов стерлингов, или что каждая чернокожая женщина - уличная проститутка... Но я всегда утверждала, что [роли], которые я не могу исполнить из-за того, как я создана, или из-за того, как я мыслю, я не завидую тому, что есть кто-то еще, у кого с этим нет проблем.
В декабре 2022 года она была включена в список 100 лучших женщин в индустрии развлечений по версии журнала The Hollywood Reporter. Журнал Time включил её, Кейт Бланшетт, Фиби Бриджерс и Кинту Брансон в список «Женщина года» 2023 года.

## Награды и номинации
За свою карьеру Анджела получила две номинации на «Оскар»: за фильм «На что способна любовь» в категории «Лучшая женская роль» в 1994 году и за фильм «Чёрная пантера: Ваканда навеки» в категории «Лучшая женская роль второго плана» в 2023 году. В 2024 году она получила статуэтку «Почётного Оскара» за выдающиеся заслуги в кинематографе.
Имеет две победные номинации на «Золотом глобусе» за те же фильмы, за которые она была номинирована на «Оскар». В 2024 году получила первую премию «Эмми» в номинации «Лучший рассказчик» за документальный сериал «Королевы». Получила почётную премию «Легенды Диснея» за тридцатилетнюю карьеру в категории кино и телевидения.
Также имеет номинации на BAFTA, «Эмми» и премию Гильдии киноактёров США.